# サンテパルクたはら
サンテパルクたはらは愛知県田原市にある農業公園である。田原市と愛知みなみ農業協同組合が運営する。正式名称は「田原市芦ヶ池農業公園」であるが、一般的には愛称の「サンテパルクたはら」の名で親しまれている。

## 概要
サンテパルクたはらは、1995年（平成7年）4月15日に、農業用調整池で農林水産省が選定したため池百選の芦ヶ池のほとりにオープンした。年間利用者数は42万5千人（2004年度）。「サンテパルク」とはフランス語で「santé」（健康）、「parc」（公園）を意味する。
園内には四季の花が楽しめる花畑「サンテガーデン」や、農業について展示やゲーム、映像資料で学ぶことができる「サラダ館」、ウインナーやパンなどの手作り体験ができる「体験工房」、ニワトリやウサギとふれあうことができる小動物園、田原市でとれた野菜で作られた料理を食べられるレストラン、また、その野菜を販売している「マーケット」などがある。
芦ヶ池の周りには2.7 kmのサイクリングコースが整備されており、有料でおもしろ自転車を貸し出している（20分200円）。
駐車場には、元豊橋鉄道デキ210形と元デワ10形が展示されている。

## 主な施設

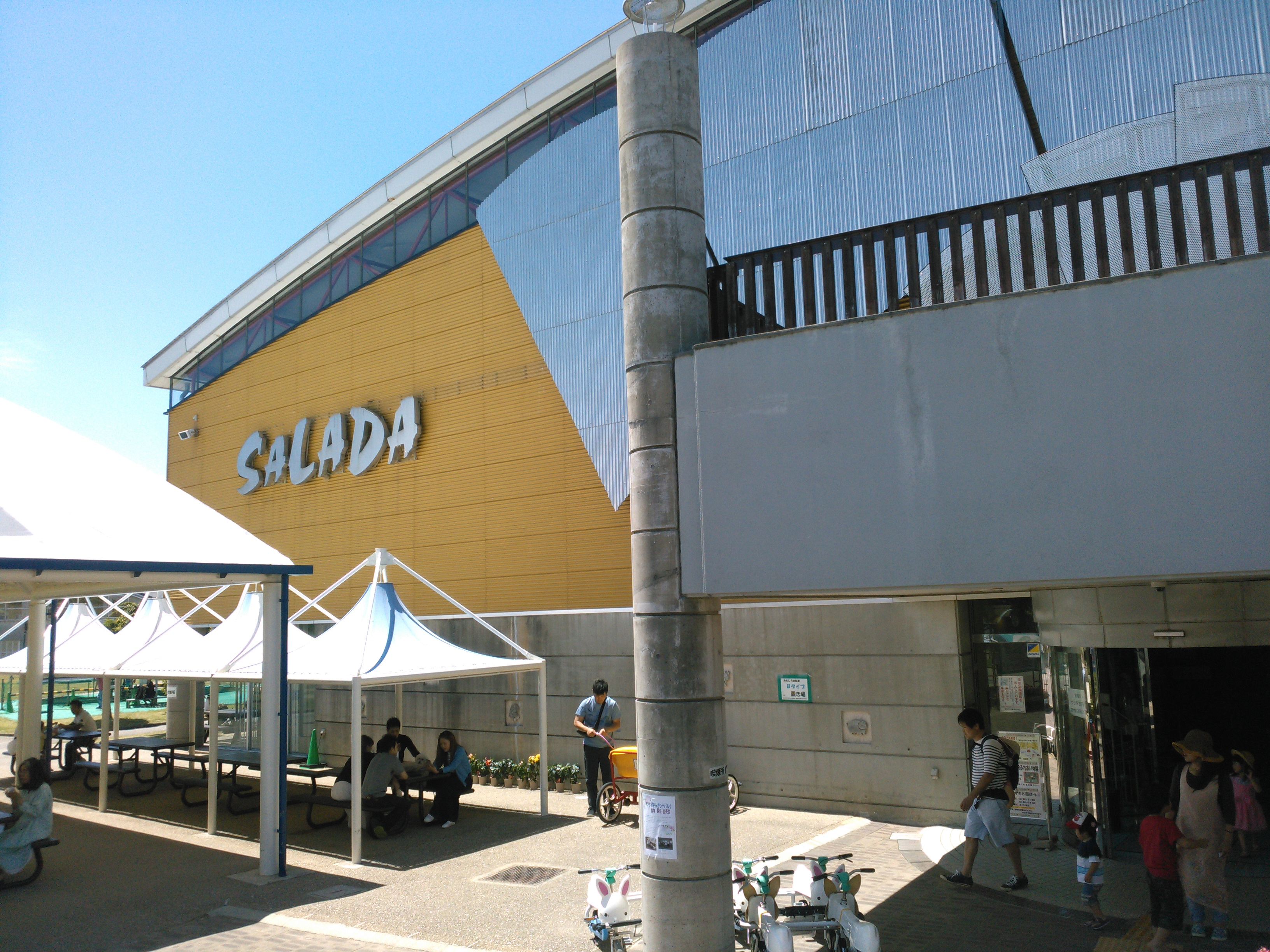
サラダ館

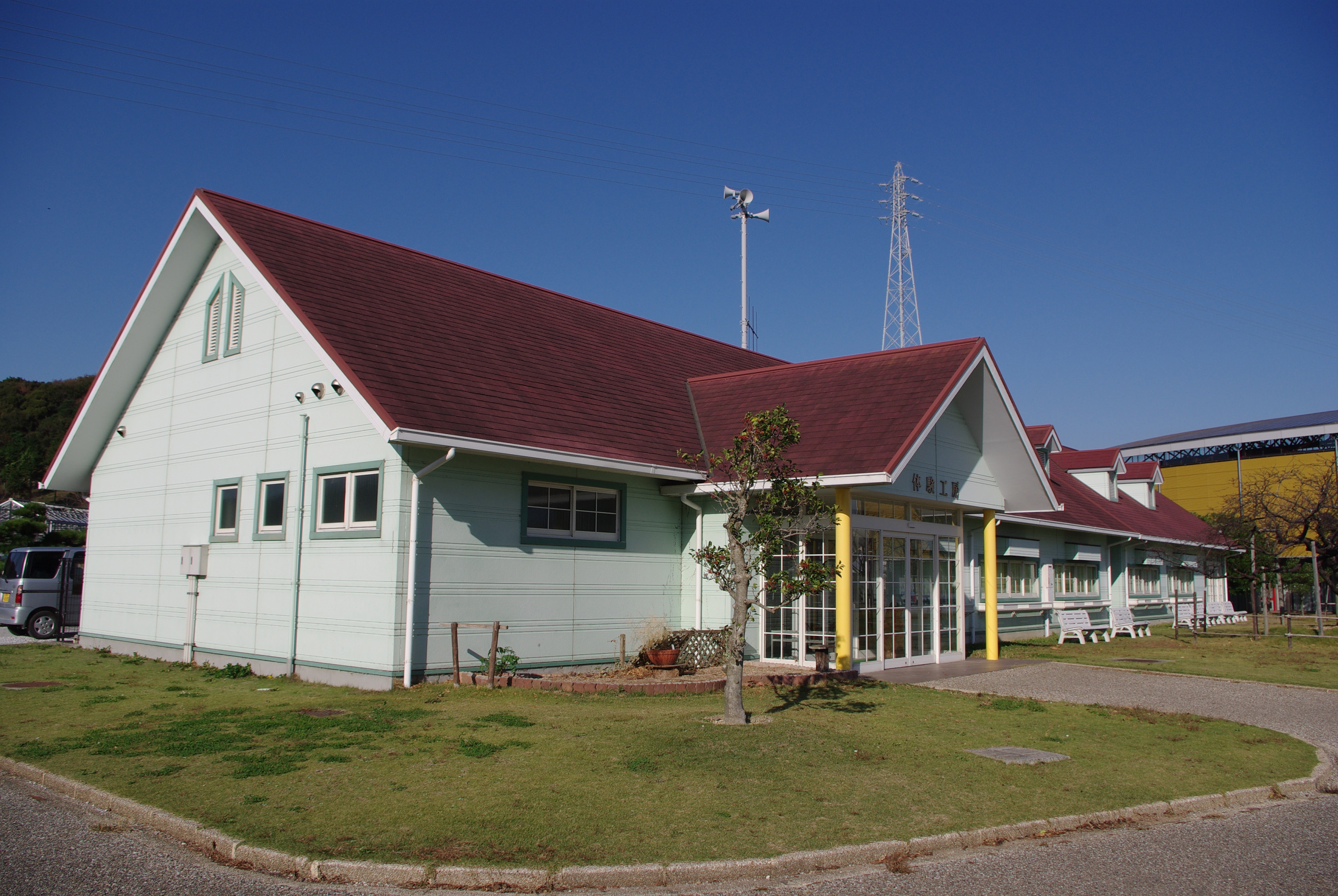
体験工房

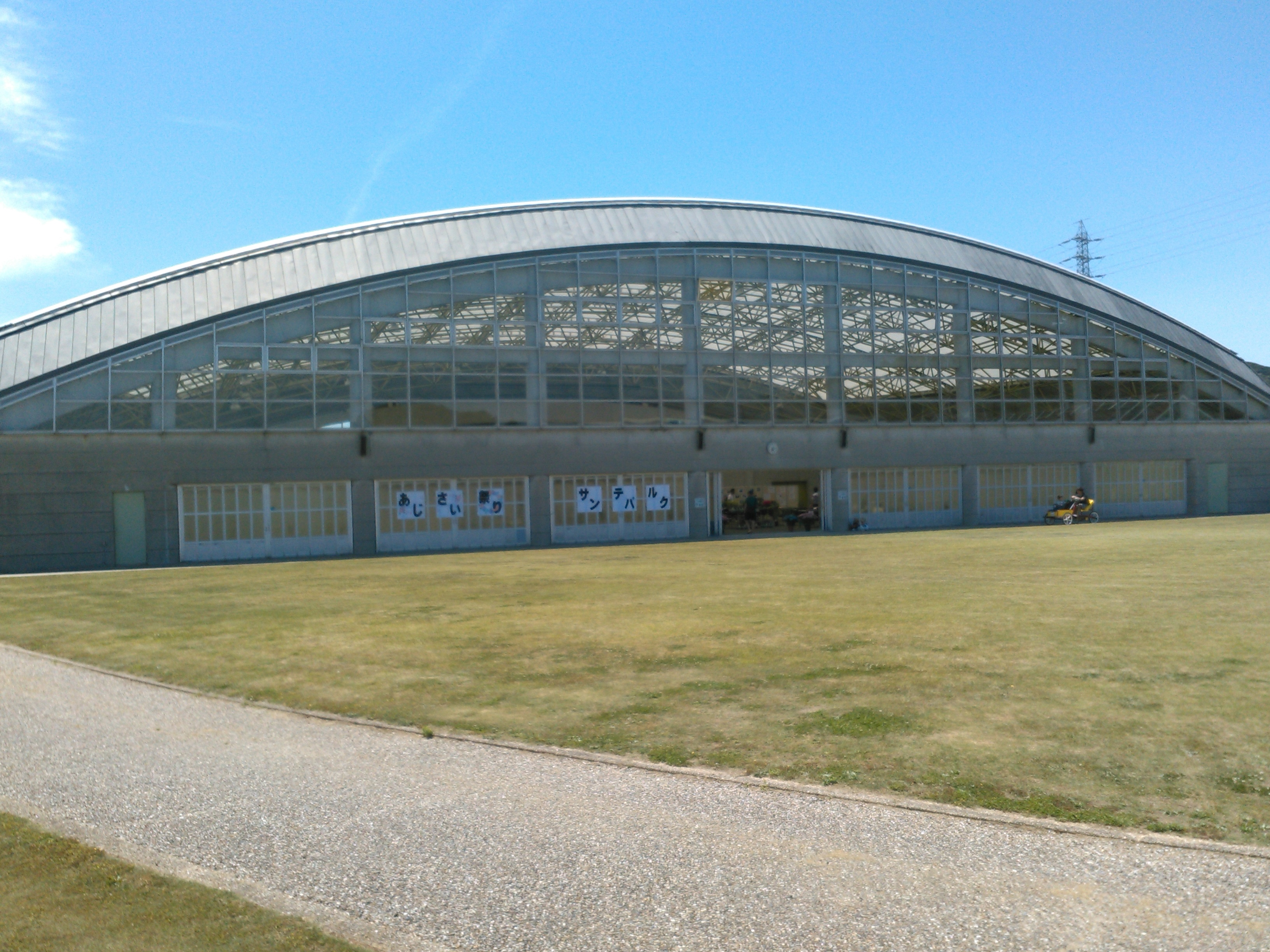
サンテドーム

小動物園

### サラダ館
農業や食について、パネルや模型、ゲーム、映像資料で学ぶことができる。2階には農業や田原市の歴史に関する本が自由に閲覧できるコーナーがある。

### 体験工房
ウインナー、パン、お菓子、アイスクリームの手作り体験や、フラワーアレンジメントなどの体験ができる。

### レストラン「mogu」
田原市などでとれた野菜を使用した料理をバイキング形式で提供する。制限時間は90分間で、料金は大人1480円。

### マーケット&ファーストフードコーナー
レストランで使用されている農畜産物やおみやげを販売している。

### サンテドーム
ドーム型の多目的広場で、毎月第4日曜日にはフリーマーケットが開催される。

### 小動物園
ニワトリやウサギ、ミニブタが飼育されている。

## 開園時間
- 開園時間 - 9:00 - 18:00（10月から3月までは17:00に閉園）
- 休園日 - 毎週月曜日（月曜日が祝日の場合は翌日）
- 入園料 - 無料

## 交通アクセス

### 公共交通機関
豊橋鉄道渥美線 三河田原駅から豊鉄バス伊良湖本線で「野田」バス停下車、ぐるりんバス野田線に乗り換え「サンテパルク」バス停下車。または「野田」バス停から徒歩約20分。

### 自家用車
東名高速道路豊川インターチェンジまたは音羽蒲郡インターチェンジより約1時間。